# Eupithecia acutula
Eupithecia acutula är en fjärilsart som beskrevs av Turati och Krüger 1936. Eupithecia acutula ingår i släktet Eupithecia och familjen mätare. Inga underarter finns listade i Catalogue of Life.